# Don't cry anymore
《don't cry anymore》는 miwa의 메이저 데뷔 첫 번째 싱글. 2010년 3월 3일에 Sony Records에서 발매되었다.

## 개요
초회 한정 사양은 보라색의 컬러 트레이이다. 발매일에 shibuya eggman에서 데뷔 기념 라이브를 개최했다.

## 수록곡
1. don't cry anymore [4:40]
  - 작사·작곡: miwa / 편곡: Quatre-M, Naoki-T

후지 TV 계열 드라마 《울지 않겠다고 결심한 날》 주제가
2. めぐろ川 / 메구로 강 [4:34]
  - 작사·작곡: miwa / 편곡: DAISHI KATAOKA
3. Wake Up, Break Out! [4:43]
  - 작사·작곡: miwa / 편곡: Quatre-M
4. don't cry anymore ~instrumental~

## 수록 음반
- guitarissimo (#1 · #2) - #2는 현악기 버전으로 수록되었다.